# Infant
Infant och infantinna (spanska och portugisiska infante och infanta, av latin infans, "barn", egentligen "barn, som ännu inte kan tala", av nekande in- och fari, "tala") är en spansk och portugisisk titel för prinsar och prinsessor av kungliga huset, utom spanske kronprinsen alt. kronprinsessan, som från 1388 har titeln prins av Asturien / prinsessa av Asturien (titeln "prins av Asturien" används ungefär som "Prins av Wales" i Storbritannien). På samma vis förde Portugals tronföljare titeln "prins av Brasilien" fram till förlusten av Brasilien (1825). Nuvarande infantinnor är förre kungen Juan Carlos två systrar, hans två döttrar Elena och Cristina samt kung Felipes dotter Sofia. Kung Felipes äldsta dotter Leonor är prinsessa av Asturien (Spaniens kronprinsessa).
Infantado var en infants eller infantinnas besittningar. Härav kommer namnet på ett kastilianskt område, som 1469 av kung Henrik IV förlänades åt don Diego Hurtado de Mendoza, 1475 upphöjdes till hertigdöme och sedan genom gifte övergick till familjen Silva.

## Portugisiska infanter
Infante hade till en början ingen feminin form i Portugal, och kan i portugisiskan hänföras till den lägre portugisiska adeln, infanções, som också var de yngre barnen som inte hade några utsikter till att ärva i det adelshus där de var födda, de tilldelades vissa förmåner genom lagstiftning, men nästan ingen arvsrätt. 
Senare uppkom i Portugal ordet infanta som en feminin form som användes för de portugisiska prinsessorna efter 1500- och 1600-talet. Efter Edvard av Portugal på 1400-talet användes titlarna ”prins” och ”prinsessa” för tronarvingen och dennes äldste son eller dotter. Den första prinsen i Portugal var äldste sonen till Alfons V, som kanske tog upp en fransk kunglig titel genom inflytande från England genom drottning Filipa av England.
Efter att Huset Bragança tillträtt tronen, lades till infanttiteln "Sereníssimo" – likaså "Sereníssima" till Infantan -, eftersom det fullständiga namnet på kungahuset var Sereníssima Casa de Bragança, en titel man fått av påven. Titeln verkar dock inte användas ihop med den kungliga prinstiteln.
De nuvarande infanterna i Portugal (som för närvarande är republik) är nära släkt med Duarte Pio, hertig av Bragança, överhuvud i det portugisiska kungahuset:
- Infanta Maria Francisca - Duarte Pios andra barn
- Infant Dinis - Duarte Pios tredje barn
- Infant Miguel - Duarte Pio andra broder
- Infant Henrique - Duarte Pios tredje broder
- Infanta Maria Adelaide - Duarte Pios faster

Infant Afonso de Santa Maria, Prins av Beira, Duarte Pios äldste son, som är tronarvinge i det portugisiska kungliga huset, tituleras Prins av Beira, inte infant.

## Spanska infanter
I nuvarande Spanien innehar med det spanska kungahuset avlägset besläktade prinsar också titeln. Infant används också som en ärftlig adelstitel, som i los infantes de Carrión i Sången om Mio Cid. Inom spanska kungahuset reserveras titeln Infant för barnen till monarken och tronarvinge (Infanter genom födsel). En andra kategori infanter får titeln genom kungligt dekret  (Infanter av nåd).
Nuvarande spanska infanter (genom födsel) är:
- Infanta Elena, Hertiginna av Lugo (äldsta dotter till Juan Carlos och Sofía, kung och drottning av Spanien);
- Infanta Kristina, Hertiginna av Palma de Mallorca (yngsta dotter till Juan Carlos och Sofía, kung och drottning av Spanien);
- Infanta Sofía (yngsta dotter till prins Felipe och prinsessan Letizia, Prinsar av Asturien);
- Infanta Pilar (äldsta syster till kung Juan Carlos);
- Infanta Margarita (yngsta syster till kung Juan Carlos);

Infant Carlos av Borbón, Hertig av Kalabrien och kung Juan Carlos kusin, har också titeln Infant av Spanien (av nåd).
Prinsessa Alicia of Bourbon-Parma, mor till Infant Carlos, är Infanta av Spanien (av nåd) genom sitt giftermål med Infant Alfonso, Hertig av Kalabrien.